# Service toujours non compris
Pour plus de détails, voir Fiche technique et Distribution.
Service toujours non compris (Still Waiting...) est un film américain réalisé par Jeff Balis, sorti directement en vidéo en 2009. Il s'agit de la suite de Service non compris, sorti en salles en 2005.

## Fiche technique
Sauf indication contraire, les informations mentionnées dans cette section peuvent être confirmées par la base de données cinématographiques IMDb,  présente dans la section « Liens externes ».
- Titre : Service toujours non compris
- Titre original : Still Waiting...
- Réalisation : Jeff Balis
- Scénario : Rob McKittrick, d'après ses personnages
- Photographie : Thomas L. Callaway
- Direction artistique : Lori Agostino
- Distribution des rôles : Anne McCarthy et Jay Scully
- Décors : Marla Altschuler
- Costumes : Maria Schicker
- Musique : Adam Gorgoni
- Pays : États-Unis
- Production : Thomas Augsberger et Rhoades Rader
- Sociétés de production : Eden Rock Media et Heavy Duty Entertainment
- Société de distribution : Lionsgate (États-Unis) • Metropolitan Vidéo (France)
- Dates de sortie [1],[2] :
  -  États-Unis : 17 février 2009 (directement en DVD)
  -  France : 6 juillet 2012 (directement en DVD)

## Distribution
| - John Michael Higgins (VF : Pierre Laurent (acteur)) : Dennis - Robert Patrick Benedict (VF : Ludovic Baugin) : Calvin - Steve Howey (VF : Maël Davan-Soulas) : Agnew - Rob Kerkovich (VF : Donald Reignoux) : Mason - Erin Foster (VF : Ariane Aggiage) : Kristy - Andy Milonakis (VF : Brice Ournac) : Nick - Alanna Ubach (VF : Dorothée Pousséo) : Naomi - Phillip Vaden (VF : Yannick Blivet) : Joshua - Chris Williams (VF : Daniel Lobé) : Chuck - Chi McBride (VF : Thierry Desroses) : Bishop - Rocco Botte : lui-même - Luis Guzmán (VF : Bernard Metraux) : Raddimus - Max Kasch : T-Dog | - Vanessa Lengies : Natasha - Kirk Fox (VF : Thierry Ragueneau) : Hank - Amanda Loncar (VF : Olivia Luccioni) : Suzy - Tania Raymonde (VF : Margot Faure) : Amber - K.D. Aubert : Trina - Danneel Harris : Sherry - Janet Varney (VF : Marie-Eugénie Maréchal) : Haley - Maggie Lawson (VF : Laura Préjean) : Allison - David Koechner (VF : Jérôme Rebbot) : Dan - Justin Long (VF : Fabrice Trojani) : Dean Shull - Adam Carolla (VF : Constantin Pappas) : Ken Halsband - Missi Pyle (VF : Déborah Perret) : Rocky Rhoades / la danseuse exotique |

 Source et légende : version française (VF) sur RS Doublage et sur le carton du doublage français sur le DVD zone 2

## Sortie et accueil
Mal accueilli à sa sortie, Service toujours non compris a rapporté 6 240 798 $ de recettes sur le marché de la vidéo, sous le format DVD.

## Accueil Critique
Beaucoup de critiques ont appelé le film "une marrade absolue".